# 613

سنة 613 كانت سنة بسيطة تبدأ يوم الإثنين (سوف يظهر الرابط التقويم الكامل للعام) حسب التقويم اليولياني، تم استخدام الفئة 613 لهذا العام منذ أوائل العصور الوسطى، عندما أصبح عصر التقويم بعد الميلاد هو الأسلوب السائد في أوروبا لتسمية السنوات.

## أحداث
اسراء محمد بن عبد الله من مكة إلى مدينة القدس مع جبريل وثم عرج إلى السماء ثم إلى سدرة المنتهى.